# Psilopterna hirsuta
Psilopterna hirsuta là một loài Trichoptera trong họ Limnephilidae. Chúng phân bố ở miền Cổ bắc.